# Шредська Вода
Шредська Вода (пол. Średzka Woda, пол. Średzianka, нім. Neumarkter Wasser) — річка в Польщі, у Шредському повіті Нижньосілезького воєводства. Ліва притока Одри (басейн Балтійського моря).

## Опис
Довжина річки 32,33 км, висота витоку над рівнем моря — 158 м, висота гирла над рівнем моря — 96,8 м, найкоротша відстань між витоком і гирлом — 16,24 км, коефіцієнт звивистості річки — 1,99. Площа басейну водозбору 326,76 км².

## Розташування
Бере початок на північно-західній стороні від села Персно ґміни Костомлоти. Тече переважно на північний захід і у селі Мальчице ґміни Шрода-Шльонська впадає у річку Одру.
Населені пункти вздовж берегової смуги: Міхалув, Букувек, Цехув, Хвалімеж, Шрода-Шльонська.
Притоки: Луцянжа, Дояца, Рокітна, Езьорка (праві); Шадзиця, Длужек (ліві).

## Цікаві факти
- Річка є частиною траси для водного туризму на байдарках «Езьорка (Новий Рів) — Шредська Вода»

## Галерея

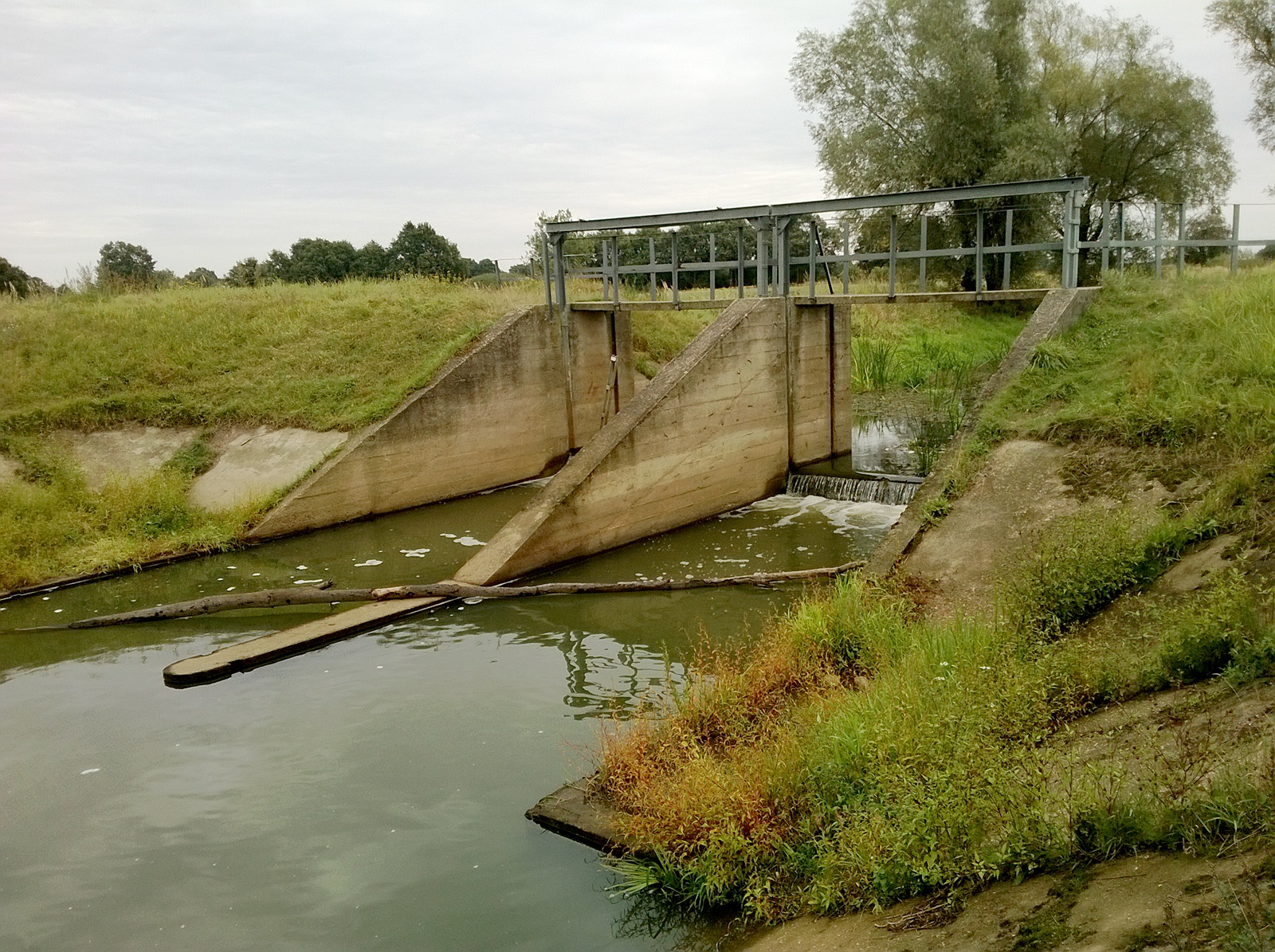
Водозлив на річці
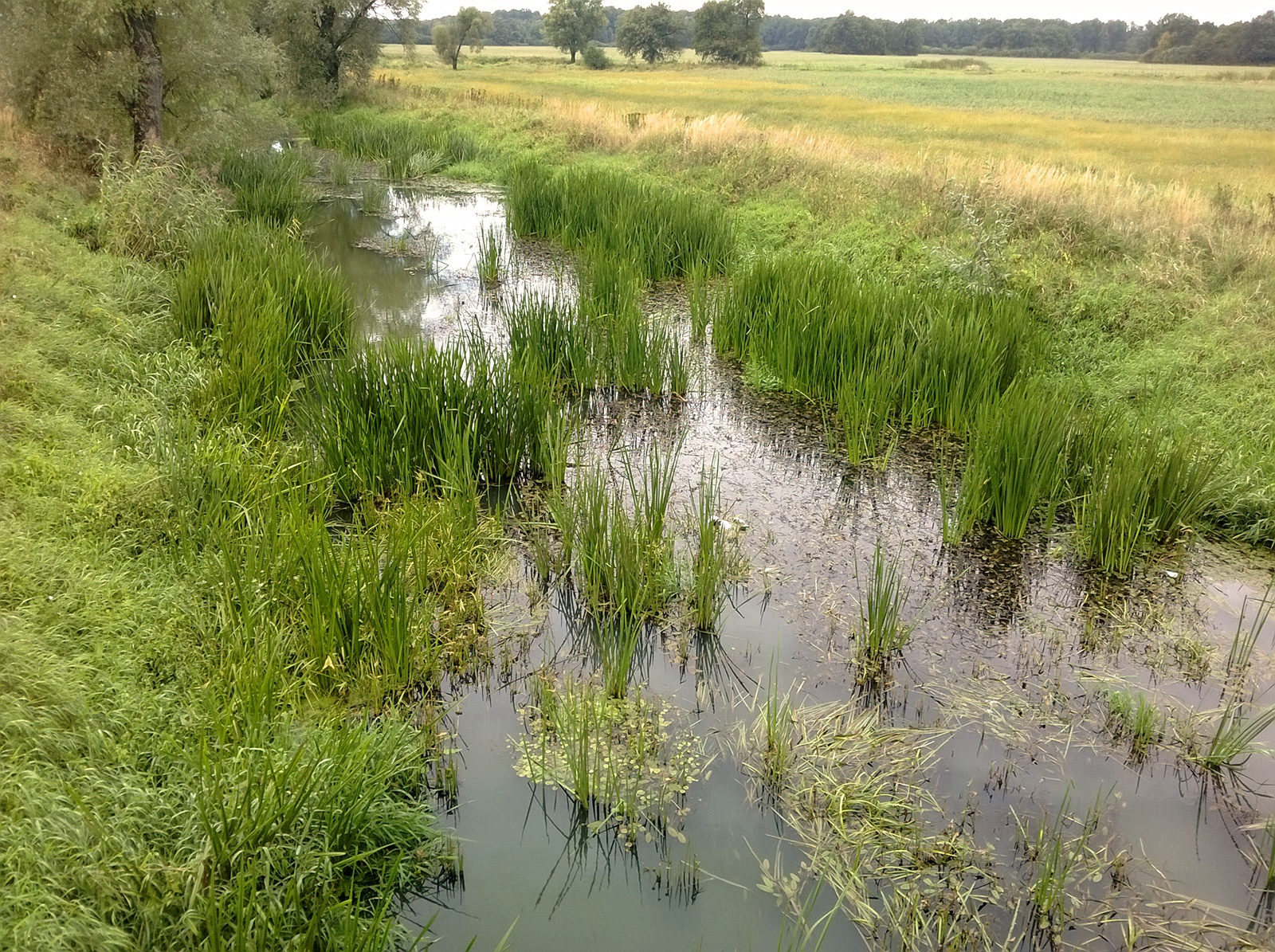
Русло річки біля Хоміонжи
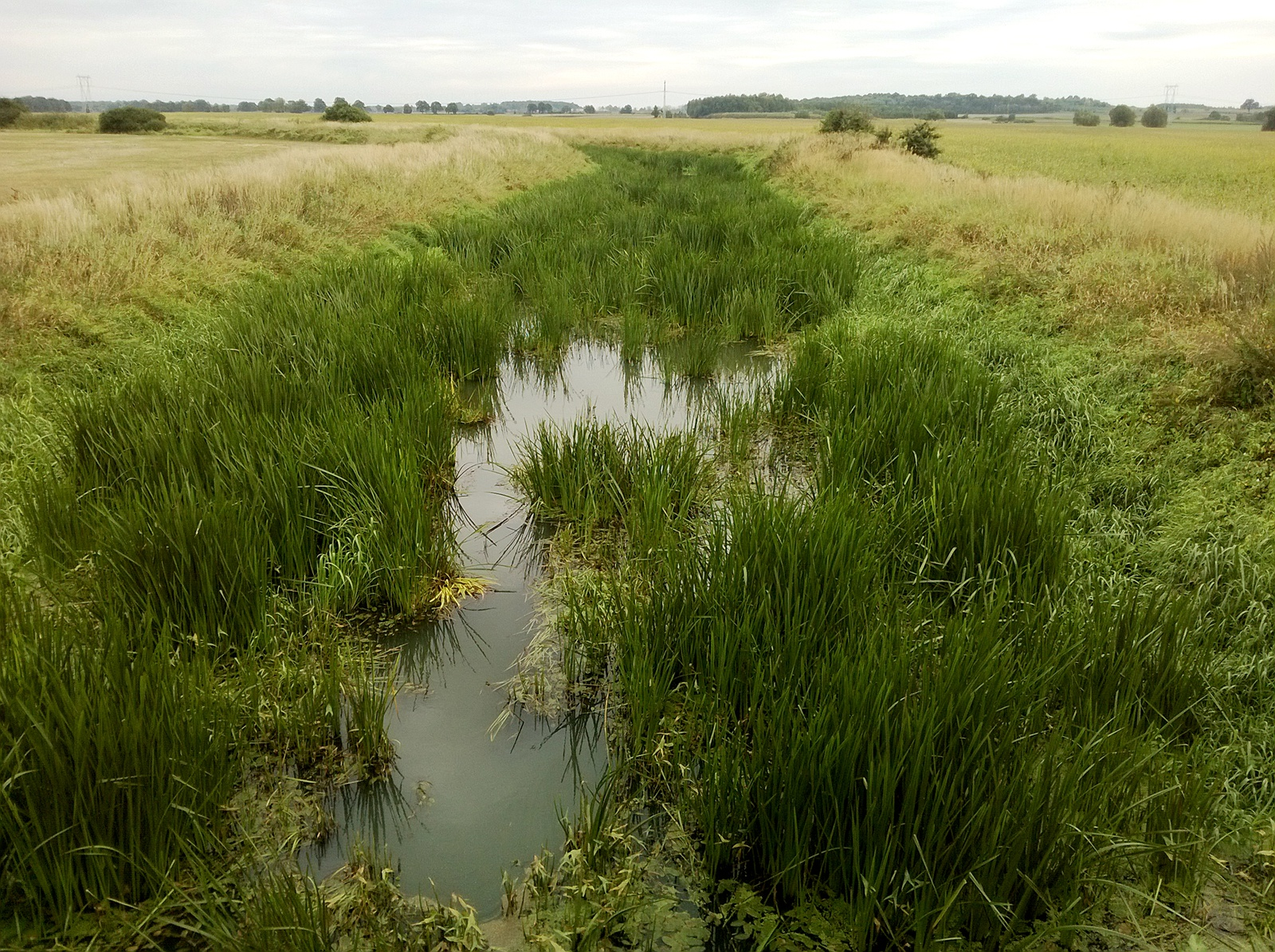
Ділянка русла